# Pôtor
Pôtor (in ungherese Nógrádszentpéter) è un comune della Slovacchia facente parte del distretto di Veľký Krtíš, nella regione di Banská Bystrica.